# Saint-Guillaume
Saint-Guillaume település Franciaországban, Isère megyében. Lakosainak száma 239 fő (2022. január 1.). Saint-Guillaume Saint-Paul-lès-Monestier, Gresse-en-Vercors, Miribel-Lanchâtre és Saint-Andéol községekkel határos.

## Népesség
A település népessége az elmúlt években az alábbi módon változott:
| Lakosok száma | 144  | 160  | 235  | 252  | 277  | 265  | 258  | 247  | 241  | 239  |
|               | 1968 | 1982 | 1990 | 2006 | 2013 | 2015 | 2017 | 2019 | 2020 | 2022 |